# Red Deer River Provincial Park
Red Deer River Provincial Park är en park i Kanada.   Den ligger i provinsen Manitoba, i den sydöstra delen av landet, 2 000 km väster om huvudstaden Ottawa. Red Deer River Provincial Park ligger 256 meter över havet.
Terrängen runt Red Deer River Provincial Park är platt, och sluttar österut. Trakten runt Red Deer River Provincial Park är nära nog obefolkad, med mindre än två invånare per kvadratkilometer.. Det finns inga samhällen i närheten. 